# Luke McKenzie
Luke McKenzie es un actor australiano, más conocido por haber interpretado a Lachie Gallagher en Rescue Special Ops.

## Carrera
En 2009 interpretó al joven Mick Gatto en la serie Underbelly: A Tale of Two Cities.
En 2011 se unió a la última temporada de la serie australiana Rescue Special Ops donde interpretó al nuevo paramédico Lachie Gallagher, el hermano de los paramédicos Dean (Les Hill) y Chase Gallagher (Andrew Lees). Luke había aparecido por primera vez en la serie en 2007 cuando interpretó a Gary Eckardt en el episodio "Rave".
En 2012 se unió al elenco principal del cortometraje The Letter donde interpretó a James, un corresponsal de guerra. En la película trabajó junto a la actriz Jessica Napier, quien interpretó a su esposa.
En 2013 se unió al elenco invitado de la segunda temporada de la serie Winners & Losers donde interpreta a Shannon Taylor, un instructor de clases de defensa.
En 2014 apareció como invitado en un episodio de la segunda temporada de la serie Wentworth donde interpretó a Nash Taylor, un prisionero hasta 2017.
El 27 de febrero de 2017 apareció por primera vez como personaje recurrente en la exitosa serie australiana Home and Away donde dio vida a Patrick Stanwood, quien más tarde se revela que en realidad es Luke Ashford, el hermano de Martin y Billie Ashford, hasta el 8 de mayo del mismo año después de que su personaje decidiera buscar ayuda para su trastorno de estrés postraumático ocasionado durante su tiempo en el ejército.

## Filmografía

### Series de televisión
| Año         | Serie                            | Personaje                       | Notas                              |
| ----------- | -------------------------------- | ------------------------------- | ---------------------------------- |
| 2017        | Home and Away                    | Patrick Stanwood / Luke Ashford | 18 episodios                       |
| 2014 - 2017 | Wentworth                        | Nash Taylor                     | 12 episodios                       |
| 2016        | Jack Irish                       | Bill Irish                      | episodio # 1.5                     |
| 2016        | Con Man                          | Joven                           | episodio # 2.2                     |
| 2013 - 2014 | Winners & Losers                 | Shannon Taylor                  | 10 episodios                       |
| 2011        | Rescue Special Ops               | Lachie Gallagher                | 9 episodios                        |
| 2009        | Underbelly: A Tale of Two Cities | Mick Gatto                      | episodio "Aussie Bob & Kiwi Terry" |
| 2005        | HeadLand                         | Graham Quinn                    | 2 episodios                        |
| -           | The Bachelors Guide              | John                            | episodio "Pilot"                   |
| -           | Gruen Transfer                   | Varios Personajes               | -                                  |

### Películas
| Año  | Título                   | Personaje               | Notas                                                                                               |
| ---- | ------------------------ | ----------------------- | --------------------------------------------------------------------------------------------------- |
| 2014 | Wyrmwood                 | Capitán                 | junto a Jay Gallagher, Bianca Bradey, Leon Burchill, Yure Covich, Catherine Terracini & Damian Dyke |
| 2012 | The Letter               | James                   | corto - junto a Jessica Napier & Jamie Joseph                                                       |
| 2012 | Mount Gambier            | -                       | -                                                                                                   |
| 2011 | Blind Luck               | Sole                    | corto - junto a Sylvia Keays, Peter Coren & Zak Gale                                                |
| 2011 | A Little Bit Behind      | Dave                    | corto - junto a Paige Gardiner, Anna McGahan & Jason Perini                                         |
| 2010 | Gonzales: The Movie      | Jonesy                  | corto - junto a Jennifer Alliston Lewis, Steve Kilbey & Kristian Yates                              |
| 2010 | Broken Glass             | Troy                    | corto - junto a Tatjana Alexis, Alle Grace & Jo Hunt                                                |
| 2009 | The Stag                 | Luke                    | corto - junto a Jason Hale, Keffa Heaney & Hayley McCarthy                                          |
| 2008 | Roadrunner               | Frank                   | corto - junto a Jay Gallagher, Nevan Lalich & Tim Namour                                            |
| -    | Jerry                    | Jerry                   | -                                                                                                   |
| -    | Crime Follows Punishment | Detective Edward Russel | -                                                                                                   |
| -    | Interluddio D'amorre     | Leo                     | -                                                                                                   |

### Teatro
| Año  | Título                 | Personaje         | Teatro                  | Notas                 |
| ---- | ---------------------- | ----------------- | ----------------------- | --------------------- |
| 2011 | The McNiel Project     | Bulla & Kevin     | 45 Downstairs Theatre   | junto a Cain Thompson |
| -    | 24 Hour Play Generator | Edward            | Griffin Theatre         | -                     |
| -    | Model Behaviour        | Gus               | 45 Newtown Theatre      | -                     |
| -    | Big Deal               | Weirdo            | Bondi Pavillion Theatre | -                     |
| -    | Improtropicano         | Varios Personajes | NIDA Theatre            | -                     |
| -    | Richard III            | Richard           | Bris. Town Hall         | -                     |
| -    | Speaking in Tongues    | Pete              | Bris. Town Hall         | -                     |